# Erica mafiensis
Erica mafiensis là một loài thực vật có hoa trong họ Thạch nam. Loài này được (Engl.) Dorr mô tả khoa học đầu tiên năm 1994.